# 博爾特尼夫
50°46′22″N 24°6′18″E / 50.77278°N 24.10500°E
博爾特尼夫（烏克蘭語：Бортнів），是烏克蘭的村落，位於該國西部沃倫州，由沃洛德米爾區負責管轄，始建於1438年，面積1.02平方公里，海拔高度223米，2001年人口450，人口密度每平方公里443.35人。